# Ирина Хумнина
Ирина Хумнина Палеологина (на гръцки: Εἰρήνη Xούµναινα Παλαιολογίνα или Εὐλογία, ок. 1292 – ок. 1355) е византийска принцеса, писателка и монахиня – активен участник в интелектуалния и религиозния живот на византийската столица през първата половина на XIV г. Дъщеря на писателя и държавник Никифор Хумн, тя е омъжена за деспот Йоан Палеолог. След смъртта на съпруга си през 1307/1308 г., без да има деца, Ирина Хумнина се замонашва под името Евлогия и основава манастира „Христос Филантроп Спасител“ в Константинопол. Въпреки ранното си замонашване тя участва активно в интелектуалния живот на столицата, събира голяма библиотека, поддържа връзки с известни учени и интелектуалци от своето време и се намесва в доктриналните спорове между варлаамити и исихасти през 40-те години на века.

## Произход и семейство
Ирина е дъщеря на влиятелния царедворец Никифор Хумн. Предполага се, че тя е по-малката дъщеря на Хумн, тъй като в завещанието му тя е посочена като втора. Има още една сестра и четирима братя. Датата на нейното раждане не е известна, но ако се вземе предвид, че е овдовяла на около 16 години през 1308 г., това би означавало, че е родена през 1291/92 г. За майката на Ирина не се знае нищо, освен че е била силно религиозна. Подробностите за образованието, което Ирина е получила в детството си, също не са известни, но стилът на оцелелите ѝ творби говори, че по-скоро то не е било много добро. Влиянието на баща ѝ върху император Андроник II Палеолог (1282 – 1328) е толкова голямо, че през 1299 самият император първоначално предлага Ирина да се омъжи за трапезундския император Алексий II. Този проект не е реализиран, тъй като Алексий II се оженил за грузинската принцеса Джиаджак Джакели, след което император Андроник II решава да омъжи Ирина за сина си, деспот Йоан Палеолог. Въпреки възраженията на императрица Ирина, която настоявала за по-престижна партия за сина си, бракът е сключен малко след Великден на 1303 г. Като съпруга на деспота Ирина Хумнина получава титлата василиса. Според съвременниците ѝ този брак бил щастлив, но не продължил дълго поради ранната кончина на съпруга ѝ: според Никифор Григора това се случило две години по-късно, a Георги Пахимер съобщава за смъртта на Йоан Палеолог през 1307 г. – началото на 1308 г.
Смъртта на съпруга ѝ се оказва голяма трагедия за Ирина, която към този момент била още много млада – едва 16-годишна. Като снаха на императора пвторният брак за нея не бил възможен, без това да стане причина тя да загуби високия си статус, така че единственият вариант бил младата вдовица да влезе в манастир. Нейният духовен учител Теолипт, епископ на Филаделфия в Мала Азия, я убедил да се посвети на служба на Бога и я постригал за монахиня. При замонашването си Ирина приема монашеското име Евлогия в чест на една от лелите на съпруга си, Евлогия Палеолона – сестра на император Михаил VIII. Ирина Хумнина дарява част от имуществото си за благотворителност и откуп на военнопленници, а с останалите средства възстановява манастира „Христос Филантроп“ в Константинопол. Предполага се, че основаването на манастира „Христос Филантроп“ станало през 1312 г. Този манастир бил киновия (двоен манастир), а типикът му е запазен. В манастири от този тип могли да постъпват както мъже, така и жени, поради което по-късно и двамата родители на Ирина-Евлогия се замонашили в манастира на дъщеря си. Въпреки младостта си, василиса Евлогия, както тя сама се нарича в писанията си, управлявала манастира строго и компетентно, без обаче да претендирала за духовно водачество над монасите, оставяйки това на Теолипт. Манастирът бързо става популярен и до смъртта ѝ в него имало повече от сто монахини, разделени на две категории, „майки“ и „сестри“: първите се посвещавали на молитва и богослужение, а вторите се занимавали с домашни задължения. На старшите монахини било разрешено да напускат манастира и да се занимават с лечебна практика. Самата Евлогия приемала високопоставени посетители в събота и неделя и обменяла социални новини с тях. Сред нейните събеседници били и видни интелектуалци като историка Никифор Григора и епископ Матей Ефески.
Освен всичко Елогия поддържала контакт със светски лица и поради съдебната битка, която се водела за нейната зестра. Този процес продължил три години и приключил едва след като Никифор Хумн отправил молба до императора. Кореспонденцията на Теолипт с Евлогия продължава до смъртта му през 1322 г. и от нея става ясно, че задълженията на игуменката са били изтощителни и тя била готова да напусне манастира. След смъртта на Теолипт Евлогия намерила нов духовен наставник, чието име не остава известно, но който вероятно бил от Солун, където семейството ѝ притежавало имоти. Запазена е кореспонденцията им – 14 писма от него и 8 писма от Евлогия, датирани в периода 1334 – 1335 г.
През 1327 г. умира бащата на Евлогия и тя наследява богатата му библиотека. Постепенно Евлогия развива интерес към гръцката философия, а нейната кореспонденция от 1334 – 1335 г. засяга също и някои философски въпроси. В избухналата няколко години по-късно гражданска война Ирина-Евлогия подкрепя противниците на Йоан VI Кантакузин и исихастите. В резултат на това Григорий Палама и неговите поддръжници често я оприличават на библейската Йезавел: „Но ние... ни най-малко не се страхуваме, като жертви на срама на Йезавел, дори ако някаква луда власт, поверена на жена, е въведена срещу нас." През есента на 1342 г. Евлогия дава убежище в своя манастир и помага с пари на един от водачите на антипаламитите Григорий Акиндин. Акиндин прави друга аналогия по отношение на Хумнина: „най-обичаната от Бога принцеса е твърде изненадана от теб, заедно с другите и пред другите, от твоята мъдрост, любов към Бога, възвишеност на мислите и точност по отношение на всичко, ... която , знаеш ли, се гордее с теб не по-малко от Крез с парите си или Семирамида с Вавилон, а някога самата в пурпур облечена, не е по-долу от никого по благочестие, разкъсвана от нещастия, никой (не е) по-високо от нея в познаването на божествените догмати на Църквата“
Ирина Хумнина починала някъде около 1355 г. или малко след това. Докато Никифор Григора съобщава за смъртта ѝ към края на 1254 г., тя е спомената като жива собственица на имоти в Сярско в една грамота на Стефан Душан, датирана от декември 1355 г.

### Цитирана литература
- ((ru)) Костогрызова, Л. Ю. (2000). Оценка на ролята на паламитите и антипаламитите Ирина-Евлогия Хумнен в исихастката конфронтация от XIV в.. – Антична античност и Средновековие (31),  290—296, архив на оригинала от 8 януари 2018, https://web.archive.org/web/20180108233437/http://elar.urfu.ru/handle/10995/3501
- ((en)) Hero, A. K. (1986). A Woman's Quest for Spiritual Guidance: the correspondence of Princess Eulogia Choumnaina Palaiologina (With an Introduction by John Meyendorff). Hellenic College Press, ISBN 0-917653-08-4
- ((en)) Nicol, Donald MacGillivray (1996). The Byzantine Lady: Ten Portraits, 1250-1500, pp. 59-70, ISBN 9780521576239, https://books.google.fr/books?id=PThFM3RS3h0C&pg=PA59&hl=fr.
- ((en)) Cavallo, Guglielmo (1997). The Byzantines. University of Chicago Press, ISBN 978-0-226-09792-3, https://books.google.com/books?id=FJDRx6FAi0EC&printsec=frontcover.
- ((fr)) Janin, Raymond (1946). Les monastères du Christ Philanthrope à Constantinople. – Revue des études byzantines, 4,  135-162, doi:10.3406/rebyz.1946.937, http://www.persee.fr/web/revues/home/prescript/article/rebyz_0766-5598_1946_num_4_1_937
- ((fr)) Laurent, Vitalien (1930). Une princesse byzantine au cloître. Irène-Eulogie Choumnos Paléologine, fondatrice du couvent de femmes τοῦ Φιλανθρώπου Σωτῆρος. – Échos d'Orient, 29(157),  29-60, doi:10.3406/rebyz.1930.2630, http://www.persee.fr/web/revues/home/prescript/article/rebyz_1146-9447_1930_num_29_157_2630
- Théolepte de Philadelphie (2001). Lettres à une princesse. Discours monastiques Pères dans la foi 81-82. Paris
- ((en)) Thomas, J.; Hero, A.C. (eds) (2000). Philantropos: Typikon of Irene Choumnaina Palaiologina for the Convent of Christ Philantropos in Constantinople. Byzantine Monastic Foundation Documents: A Complete Translation of the Surviving Founder's Typika and Testaments, volume IV. Washington D.C.: Dumbarton Oaks Research Library and Collection, pp. 1383-1388, https://archive.org/details/thomas-hero-byzantine-monastic-foundation-documents/page/1383/mode/1up?view=theater
- ((de)) Trapp, Erich; Beyer, Hans-Veit; Walther, Rainer et al. (2001) [1976–1996]. 30936 Xούµναινα, Εἰρήνη Παλαιολογίνα [Λασκαρίνα] (Chumnaina, Eirene Palaiologina Laskarina). – Prosopographisches Lexikon der Palaiologenzeit, CD-ROM. Wien: Verlag der Österreichischen Akademie der Wissenschaften,  5596 – 5597, ISBN 3-7001-3003-1, https://archive.org/details/ErichTrappProsopographischesLexikonDerPALAIOLOGENZEIT/mode/2up

|  | Тази страница частично или изцяло представлява превод на страницата „Ирина Хумнена“ в Уикипедия на руски. Оригиналният текст, както и този превод, са защитени от Лиценза „Криейтив Комънс – Признание – Споделяне на споделеното“, а за съдържание, създадено преди юни 2009 година – от Лиценза за свободна документация на ГНУ. Прегледайте историята на редакциите на оригиналната страница, както и на преводната страница, за да видите списъка на съавторите. ВАЖНО: Този шаблон се отнася единствено до авторските права върху съдържанието на статията. Добавянето му не отменя изискването да се посочват конкретни източници на твърденията, които да бъдат благонадеждни. |